# Vriesea colnagoi
Vriesea colnagoi é uma espécie de planta do gênero Vriesea e da família Bromeliaceae. 

## Taxonomia
A espécie foi descrita em 1983 por Ivo de Azevedo Penna e Edmundo Pereira. 

## Forma de vida
É uma espécie epífita e herbácea. 

## Descrição
| Caule                                  | Caule             |
| -------------------------------------- | ----------------- |
| propagação vegetativa                  | por broto lateral |
| Folha                                  |                   |
| roseta                                 | infundibuliforme  |
| forma da lâmina                        | linear            |
| largura da lâmina                      | 1                 |
| Inflorescência                         |                   |
| tipo de ramificação                    | simples           |
| posição                                | ereta             |
| posição das flores na raque            | dística           |
| posição das flores na antese           | ereta             |
| posição das flor                       | não secunda       |
| ápice das brácteas florais             | encurvado         |
| carena das brácteas florais            | próxima do ápice  |
| cor das brácteas florais               | vermelha          |
| Flor                                   |                   |
| forma da pétala                        | linear            |
| forma do apêndice da pétala            | agudo             |
| cor da pétala                          | amarela           |
| posição dos estames da fauce da corola | exserto           |
| posição do pistilo e estame na antese  | desconhecida      |

## Conservação
A espécie faz parte da Lista Vermelha das espécies ameaçadas do estado do Espírito Santo, no sudeste do Brasil. A lista foi publicada em 13 de junho de 2005 por intermédio do decreto estadual nº 1.499-R. 

## Distribuição
A espécie é encontrada no estado brasileiro de Espírito Santo. 
A espécie é encontrada no domínio fitogeográfico de Mata Atlântica, em regiões com vegetação de floresta ombrófila pluvial.